# Костельна, 7
Буди́нок Козеро́вського (будинок з атлантами, будинок з голубими, прибутковий будинок дворянина А.Козеровського) — прибутковий будинок на Костельній вулиці, 7, у Києві. Один із найкращих зразків модерну.

## Історія
На початку XX століття підполковник інженерних військ поляк Олександр Козеровський придбав садибу на Костельній вулиці, 7. У 1910—1913 роках на його замовлення спорудили п'ятиповерховий будинок у стилі «віденський модерн». Будівництво велося за проектом архітектора Ігнатія Ледоховського.

## Архітектура
Житловий будинок — п'ятиповерхова, цегляна, Т-подібна у плані будівля. Має підвал, парадний вхід й арку проїзду. Чоловий фасад витримано у стилі модерну. Його оздобили виразними пластичними елементами.
Після капітального ремонту 1985 року повністю втрачено первісне секційне двоквартирне планування поверхів, декор інтер'єрів, зокрема інкрустований паркет, ліпнина, а також брамові стулки.

## Атланти

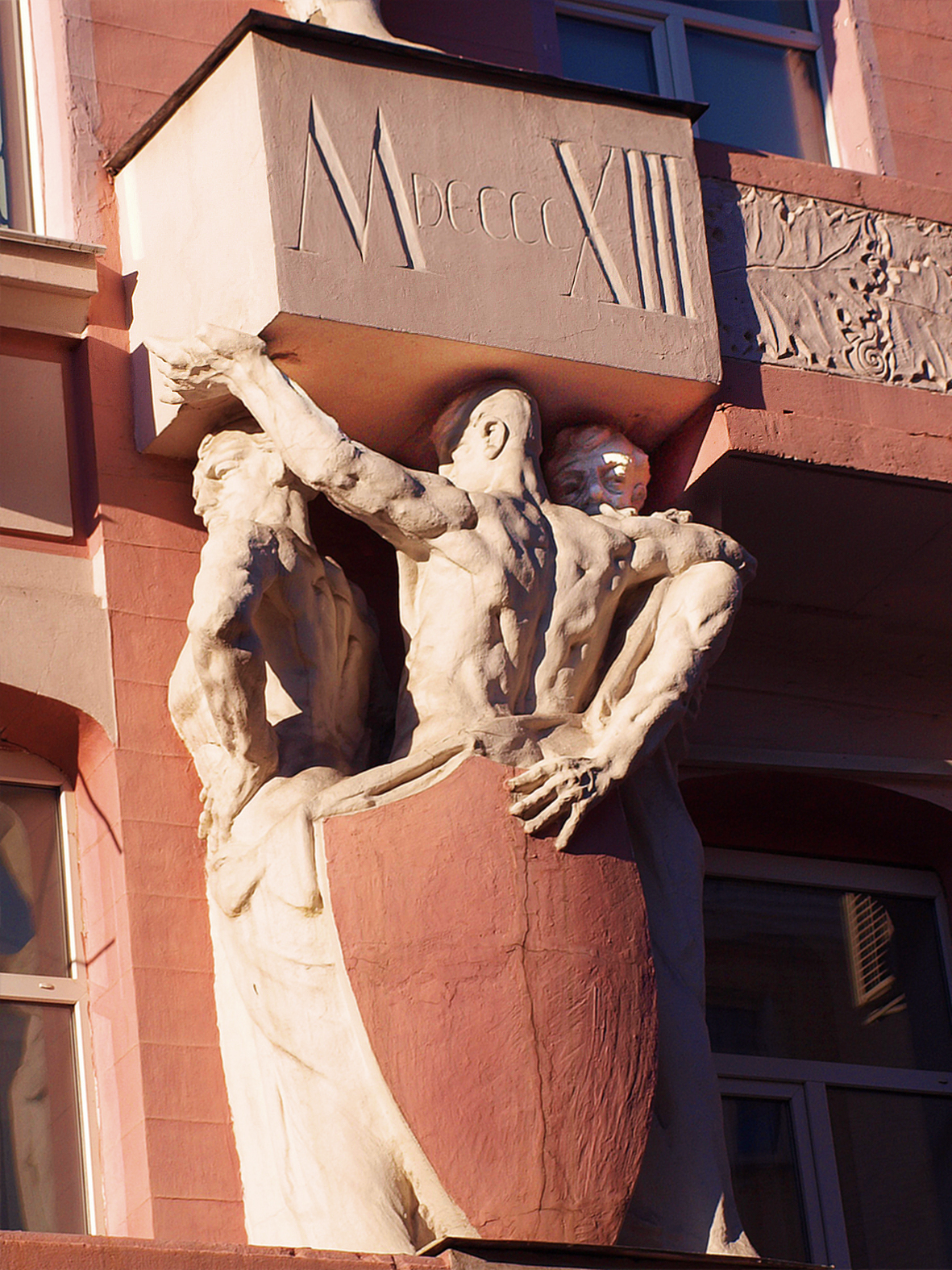
Композиція з трьох атлантів

Будинок прикрашають скульптурні роботи Федора Соколова. Його автограф містився над брамою.
Арку фланкують горельєфні фігури атлантів. Атлантів й огорожі балкону обрамляють завитки аканта. Довгий глухий балкон спирається на великі консолі над парадним входом. На одній із них стоїть група з трьох атлантів, на яких тримається куб із велетенською вазою і датою спорудження будинку.
Фасад завершується аттиком із зображеннями путті у простінках. Щільно закомпоновані елементи декору розміщено у точно знайдених пропорціях.
На кубі, який тримають атланти, зображені римські цифри MDCCCCXIII, які вказують на 1913 — рік побудови.
Високопрофесійне декоративне оздоблення фасаду ставить будинок в один ряд найкращих пам'яток Києва стилю модерн.
Композиція із трьох фігур атлантів, які, обіймаючись, підтримують постамент із величезною вазою, породила чутки про гомосексуальну орієнтацію домовласника. До неправдивих розповідей додалися твердження, що спочатку тут був публічний будинок, яким ніби володів гомосексуал. Відтак кияни прозвали споруду «будинком з голубими».

## Саакашвілі на даху
У грудні 2017 року будинок став відомим у багатьох вітчизняних і закордонних ЗМІ. Квартиру № 32 у цьому домі знімав скандальний політик Міхеіл Саакашвілі. 5 грудня до нього з обшуками прийшли представники СБУ. Під час затримання політик спробував втекти від правоохоронців.
Вилізши на дах, Саакашвілі на знак протесту погрожував зістрибнути. Затримання політика призвело до перекриття вулиці, мітингування і сутичок прихильників політика з поліцією. Це викликало бурхливу реакцію соцмереж..

## Галерея

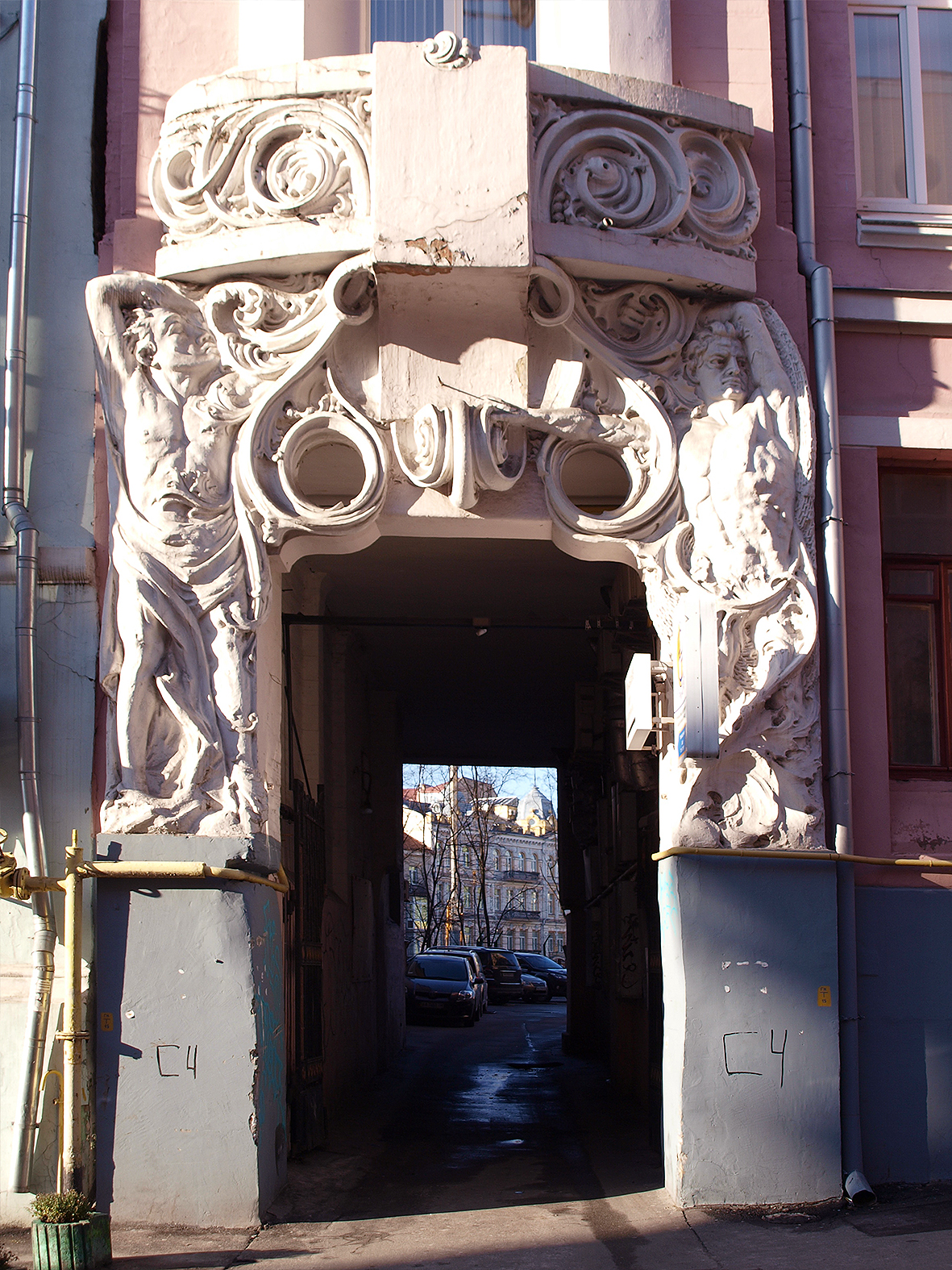
Арка з атлантами
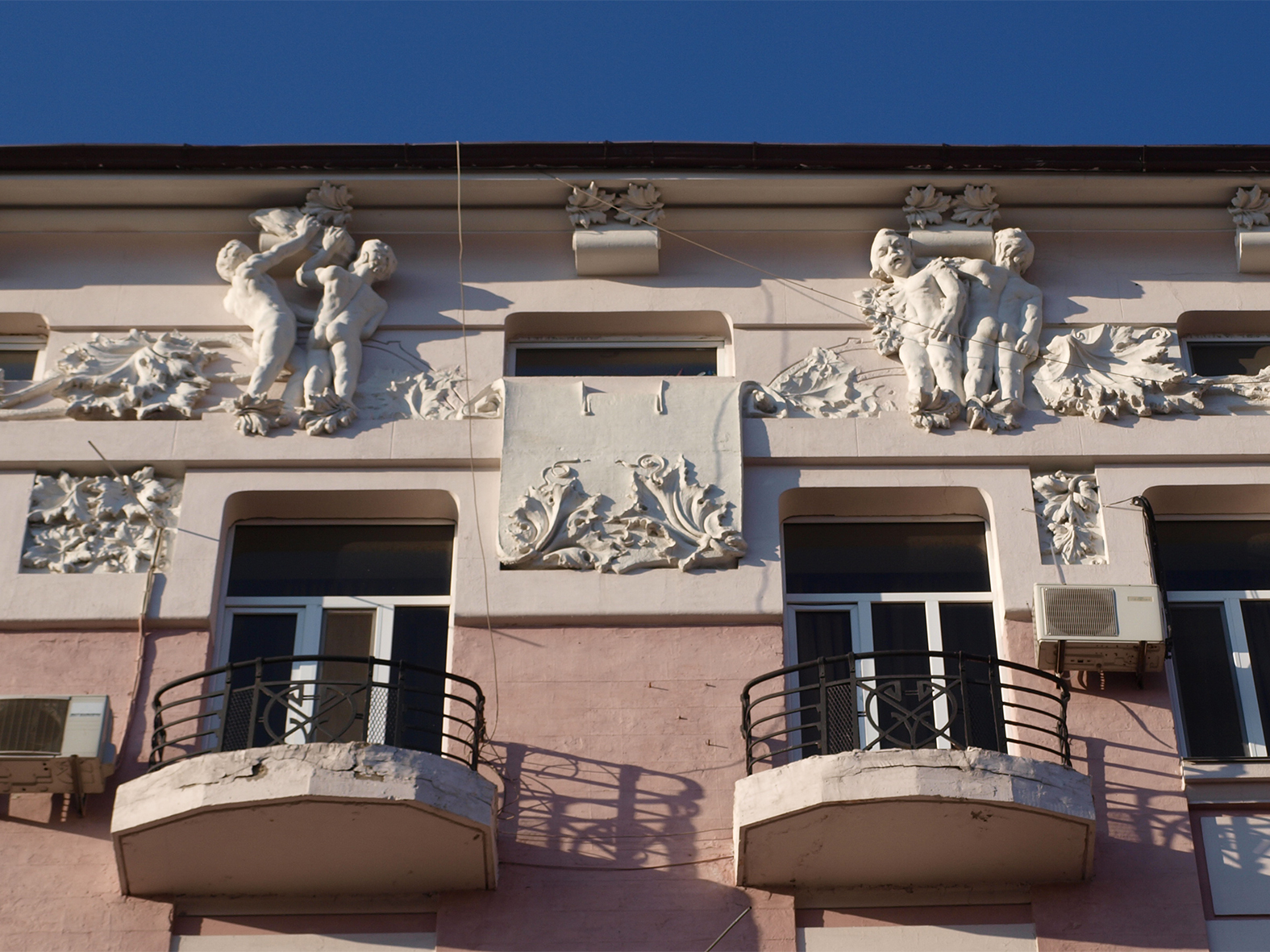
Путті
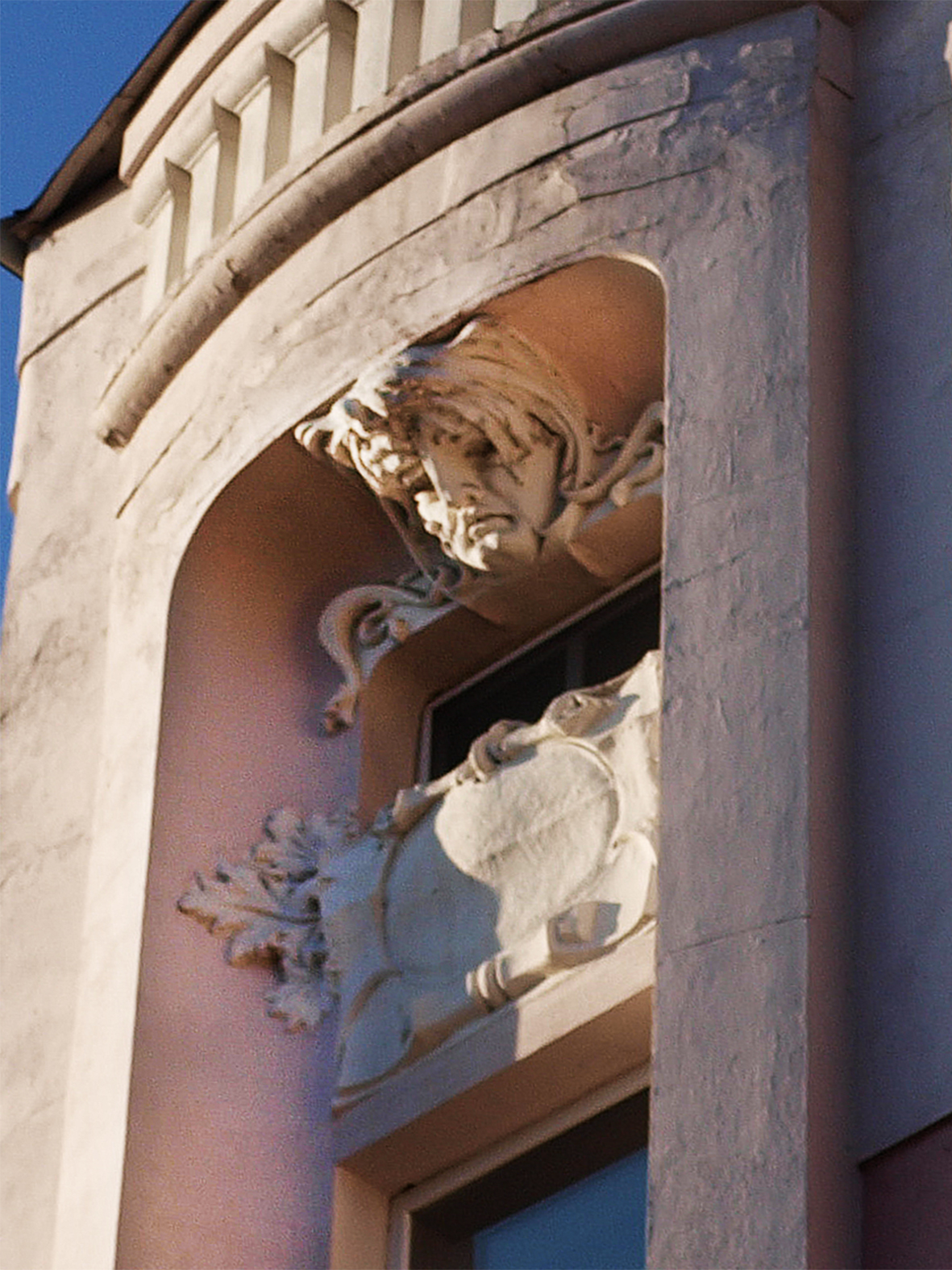
Декор